# 阪田知樹
阪田知樹（さかた　ともき、1993年12月26日 - ）は、日本の男性ピアニスト。

## 経歴
愛知県名古屋市生まれ、横浜市育ち。5歳からピアノを始め、西川秀人、渡辺健二、パウル・バドゥラ＝スコダ、アリエ・ヴァルディの各氏に師事。6歳より作曲を始め、音楽理論・作曲を高橋千佳子、永冨正之、松本日之春の各氏に師事。東京芸術大学音楽学部附属音楽高等学校卒業後、東京芸術大学音楽学部器楽科を中退し、ハノーファー音楽演劇大学に特別首席入学。 学士課程、修士課程ともに最優秀の成績にて修了。2021年現在第3課程(ゾリステン・クラッセ)に在籍。 16歳よりパウル・バドゥラ＝スコダ氏に10年に渡り師事。17歳で名だたる世界的ピアニストを輩出し続けるコモ湖国際ピアノアカデミーの最年少生徒として認められて以来、イタリアでも研鑽を積んでいる。

## 受賞歴
- 2007年 - 第61回全日本学生音楽コンクール 中学校の部 全国大会 第2位[3]
- 2008年
  - 第9回ショパン国際ピアノコンクール in ASIA 中学生部門 アジア大会 銀賞[4]
  - 第32回ピティナ・ピアノコンペティションG級 銀賞[5]
- 2009年
  - 第4回福田靖子賞[6]
  - アジア国際音楽コンクール第1位及び全部門中最優秀賞[7]
- 2011年
  - プラハ・ミュージック・パフォーマンス イヴァン・モラヴェッツ賞[8]
  - 第35回ピティナ・ピアノコンペティション特級グランプリ、聴衆賞、5つの特別賞[9]
- 2013年 - 第14回ヴァン・クライバーン国際ピアノコンクール最年少入賞（ファイナル）[10][11]
- 2016年
  - クリーヴランド国際ピアノコンクール モーツァルト特別賞（セミファイナル）[12]
  - フランツ・リスト国際ピアノコンクール・イン・ブダペスト第1位[13]、6つの特別賞、日本人男性初優勝[11]
- 2017年 - ザ・ヴァンドーム賞（英語版） ヴィルトゥオーゾ賞（セミファイナル）[14]
- 2018年 - 国際ドイツピアノアワード（英語版）FAZ聴衆賞（ファイナル）[15]
- 2019年 - 第17回キッシンガー・クラヴィアオリンプ第1位[16][17]、聴衆賞 日本人初優勝
- 2021年 - エリザベート王妃国際音楽コンクール第4位[18]
- 2023年
  - 出光音楽賞[19]
  - 第20回ベストデビュタント賞（音楽部門）[20]

## CD
- 「四月は君の嘘」君と僕との音楽帳（2014年）
- スペイン狂詩曲〜デビュー!（2015年）
- 「四月は君の嘘」映画サウンドトラック（2016年）
- Illusions（イリュージョンズ）（2020年）

## 出演

### テレビ
- フジテレビジョン「四月は君の嘘」有馬公生 モデルアーティスト（2014年）[11]
- テレビ朝日
  - 「ビートたけしのTVタックル」～アナタの知ってる「天才」を紹介して下さい～（2015年）
  - 「題名のない音楽会」（2019年・2021年）
- BS日テレ「恋するクラシック」阪田知樹（ピアニスト）」（2019年）
- 朝日放送テレビ「芸能人格付けチェック〜秋の3時間スペシャル～」（2019年）
- NHK総合テレビジョン「名曲アルバム」（2019年）
- NHK教育テレビジョン「ららら♪クラシック」「知っているようで知らない メトロノーム」（2020年）
- テレビ東京「エンター・ザ・ミュージック」（2021年）
- NHK BSプレミアム
  - プレミアムシアター（2021年）
  - クラシック倶楽部（2021年）※NHK総合含む

### ラジオ
- NHK-FM
  - 「ベストオブクラシック」
  - 「ブラボー!オーケストラ」 阪田知樹（2017年、2018年、2020年、2021年）

### 映画
- 「四月は君の嘘」有馬公生 モデルアーティスト（2016年）[11]